# Jan-Paul Saeijs
Jan-Paul Frederik Daniel Saeijs (Den Haag, 20 juni 1978) is een voormalig Nederlands betaald voetballer die doorgaans als verdediger speelde. 

## Loopbaan
Saeijs speelde voor HBS en HVV voor hij door ADO Den Haag werd gecontracteerd. In het seizoen 1998/1999 speelde de verdediger zijn eerste 5 wedstrijden voor ADO in de eerste divisie en trof 1 maal doel. In de vier jaar die volgden was Saeijs 3 seizoenen basisspeler en in 2003 werd hij met ADO kampioen en promoveerde naar de Eredivisie. In zijn eerste seizoen in de hoogste voetbal klasse van Nederland kwam Saeijs tot 13 wedstrijden. In het seizoen dat volgde waren dat er 32. In totaal speelde Saeijs tot aan de zomer van 2005 146 wedstrijden en trof daarin 9 maal doel. De Hagenaar vertrok in de winterstop van het seizoen 2005/2006 naar Roda JC. In de januari 2009 tekende Saeijs een contract bij Southampton. Het eerste half jaar komt hij uit op huurbasis. Mocht Southampton zich handhaven in het The Championship, dan wordt een optie tot koop gelicht. Na nog een jaar voor Roda JC uitgekomen te zijn vertrekt hij in de zomer van 2010 transfervrij naar promovendus De Graafschap.
In zijn tweede wedstrijd voor De Graafschap moest hij na 16 minuten spelen het veld verlaten met een rode kaart.
Op zondag 6 mei 2012 heeft hij zijn carrière uitgerekend tegen ADO Den Haag (waar hij zijn debuut maakte en acht jaar onder contract stond) beëindigd. Deze wedstrijd eindigde 3-5 voor De Graafschap.
Jan-Paul Saeijs speelde met ingang van seizoen 2012-2013 voor Topklasser HBS. Daar werd hij spits. Na een jaar bij de veteranen van HBS, sloot hij zijn loopbaan in het seizoen 2017/18 af bij SC Monster in de Derde klasse.

## Clubstatistieken
| Seizoen | Club          | Land      | Competitie         | Duels | Goals |
| ------- | ------------- | --------- | ------------------ | ----- | ----- |
| 1998/99 | ADO Den Haag  | Nederland | Eerste divisie     | 5     | 1     |
| 1999/00 | ADO Den Haag  | Nederland | Eerste divisie     | 33    | 1     |
| 2000/01 | ADO Den Haag  | Nederland | Eerste divisie     | 25    | 1     |
| 2001/02 | ADO Den Haag  | Nederland | Eerste divisie     | 9     | 0     |
| 2002/03 | ADO Den Haag  | Nederland | Eerste divisie     | 29    | 3     |
| 2003/04 | ADO Den Haag  | Nederland | Eredivisie         | 13    | 2     |
| 2004/05 | ADO Den Haag  | Nederland | Eredivisie         | 32    | 1     |
| 2005/06 | ADO Den Haag  | Nederland | Eredivisie         | 15    | 3     |
| 2005/06 | Roda JC       | Nederland | Eredivisie         | 11    | 0     |
| 2006/07 | Roda JC       | Nederland | Eredivisie         | 30    | 2     |
| 2007/08 | Roda JC       | Nederland | Eredivisie         | 30    | 3     |
| 2008/09 | Roda JC       | Nederland | Eredivisie         | 16    | 0     |
| 2008/09 | Southampton   | Engeland  | Championship       | 20    | 2     |
| 2009/10 | Roda JC       | Nederland | Eredivsie          | 21    | 2     |
| 2010/11 | De Graafschap | Nederland | Eredivsie          | 14    | 0     |
| 2011/12 | De Graafschap | Nederland | Eredivsie          | 14    | 0     |
| 2012/15 | HBS           | Nederland | Topklasse Zondag   |       |       |
| 2017/18 | SC Monster    | Nederland | Derde klasse B za. |       |       |
| Totaal  | Totaal        | Totaal    | Totaal             | 317   | 21    |